# Tatra T815-7
Tatra T815-7, comunemente chiamato T817 è un modello di autocarro fuoristrada, prodotto dalla compagnia ceca Tatra. È basato su un telaio avente struttura " central backbone tube", sospensioni indipendenti di tipo half-axles su ogni ruota, trazione integrale e differenziali autobloccanti per ogni asse. Questo veicolo è presentato come estremamente versatile su ogni tipo di terreno.

## Storia

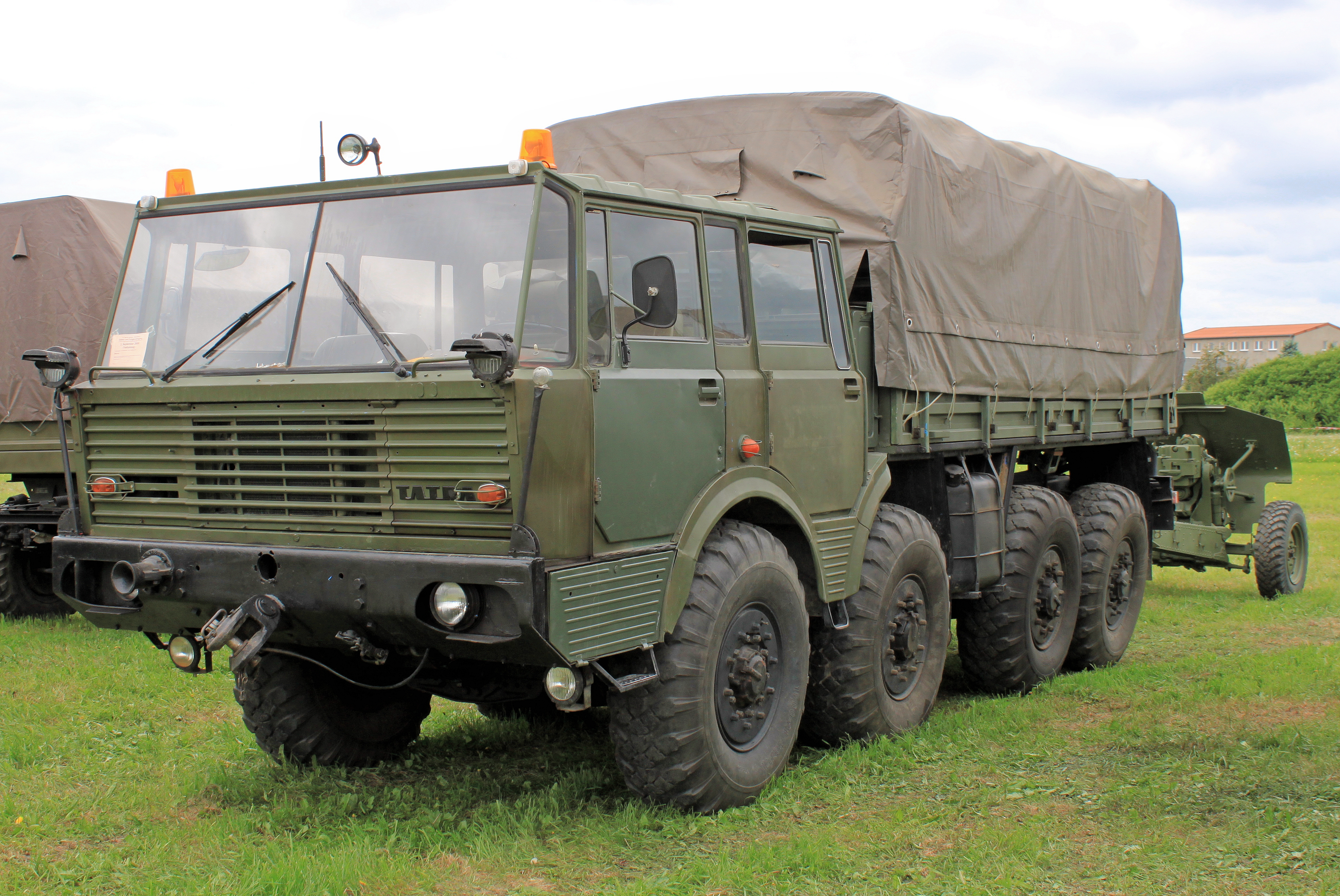
Tatra T813 8x8

Progettato per sostituire i modelli T148 e T157, il prototipo è stato introdotto nel 1970. Tatra, dismesso il modello T157, ha iniziato a concentrarsi su una classe di camion più pesanti, T815, che avrebbe sostituito i modelli T813 e T148; essa è stata introdotta nel 1983 come nuova serie. Nel 1989 Tatra ha modernizzato la serie T815 ed introdotto il nuovo modello T815-2 che ha ricevuto ulteriore aggiornamento nel 1994 e solo 3 anni dopo, nel 1997, la nuova cabina TerrN°1 viene introdotta. Nel 2000 vengono introdotti un nuovo quadro strumenti e l'attaccamento della cabina e, per la prima volta, vi è una opzione per il montaggio di motori raffreddati a liquido. L'ultimo restyling della cabina è avvenuto nel luglio 2010. A causa di requisiti di emissione, avvennero i seguenti cambiamenti: nel 2003 Tatra realizzò il nuovo motore V8 T3C per rispettare emissioni Euro III dove, seguendo la tradizione, utilizza un sistema di raffreddamento ad aria. Il motore T3D venne ulteriormente sviluppato ed introdotto nel 2006 con il suo SCR e la conformità Euro IV.

### Tatra T815-7 nel mondo

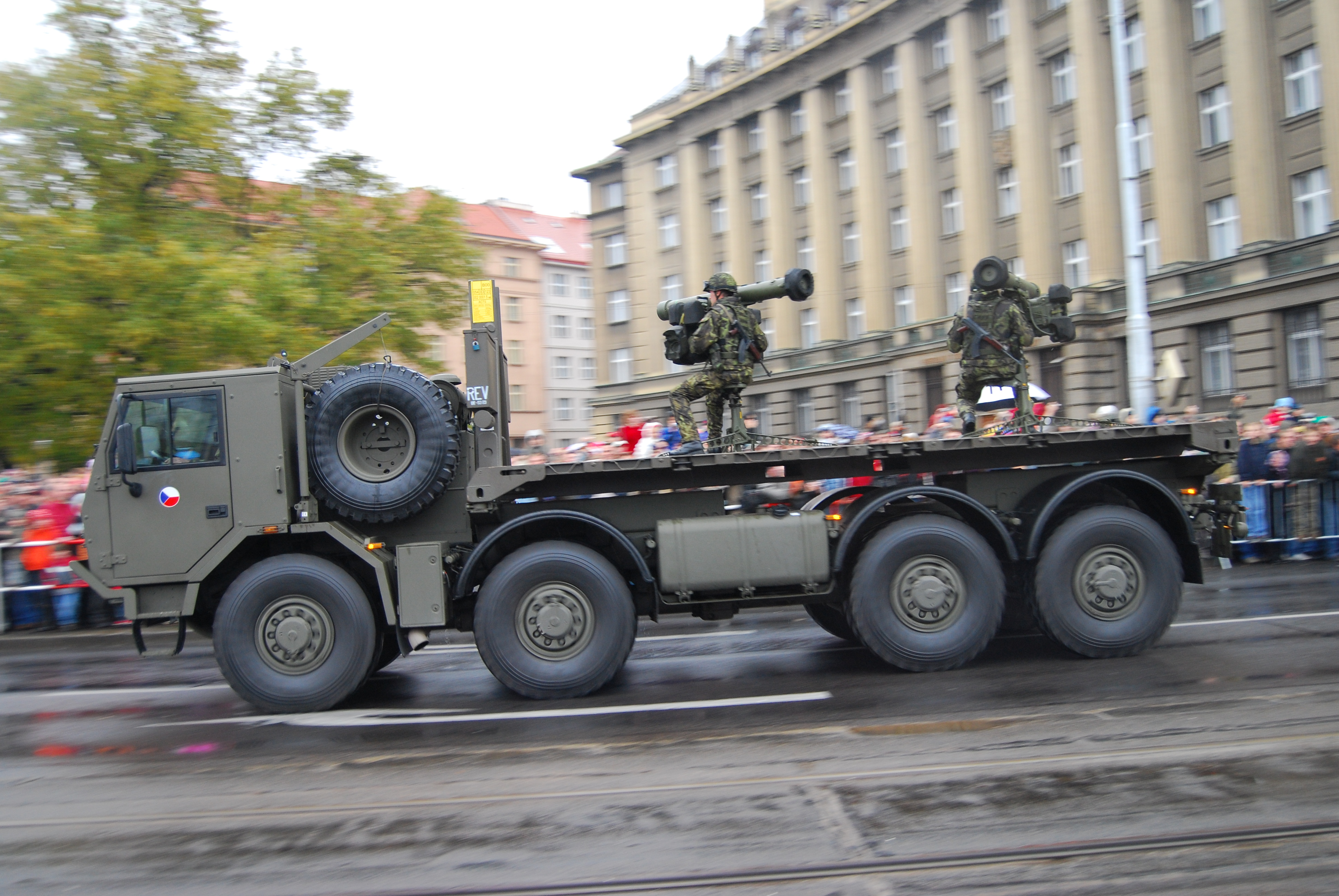
Tatra T815-780R59

Tatra T815-7, come molti altri modelli Tatra, ha avuto grande diffusione in tutto il mondo, in modo particolare nelle regioni circostanti la Repubblica Ceca (Russia, Polonia, Romania), ma anche in zone più distanti come India, America, Australia ed Africa, per via di esportazioni.
Inoltre, data la sua enorme versatilità su ogni tipo di terreno, Tatra T815-7 viene largamente utilizzato in competizioni off-road, come il truck-trial, ma anche in gran premi come la Dakar, ovviamente dopo essere stato alleggerito e rinforzato in alcune zone.

## Design
Il concetto di Central Backbone Tube ed oscillanti ed indipendenti semiassi, era già utilizzato da un'automobile passeggero Tatra nel 1923. Da allora è stato costantemente sviluppato e migliorato, ed è tuttora impiegato in un gran numero di differenti modelli di pesanti camion off-road Tatra e veicoli sia commerciali che militari, che operano negli ambienti più ostili di tutto il mondo.
Di seguito, sono riportate le caratteristiche di base del sistema di telaio TATRA:

### Rigido backbone tube
- nessuna torsione o piegatura del telaio e sovrastruttura
- basso trasferimento di vibrazioni
- elevato comfort di marcia
- elevata velocità di guida fuoristrada
- lunga vita del telaio
- trasmissione ad alberi coperta e protetta all'interno del backbone tube

### Sospensioni indipendenti ad half-axels
- velocità notevolmente superiore su strade sconnesse
- passaggio rapido oltre gli ostacoli
- off-road e sci di mobilità eccezionale
  - Altalena dei semiassi estremamente resistente agli urti.

### Design "modulare"
- elevato grado di diffusione per uso commerciale e militare
- produzione di modelli 4x4, 6x6, 8x8, 10x10, 12x12 (differenti alternative di passo disponibili per ogni versione)
- telaio adatto per differenti tipi di speciali sovrastrutture

## Specifiche
- Tatra T815-7 è disponibile nelle versioni 4x4, 6x6, ed 8x8 e vari tipi di equipaggiamento.

### Motore

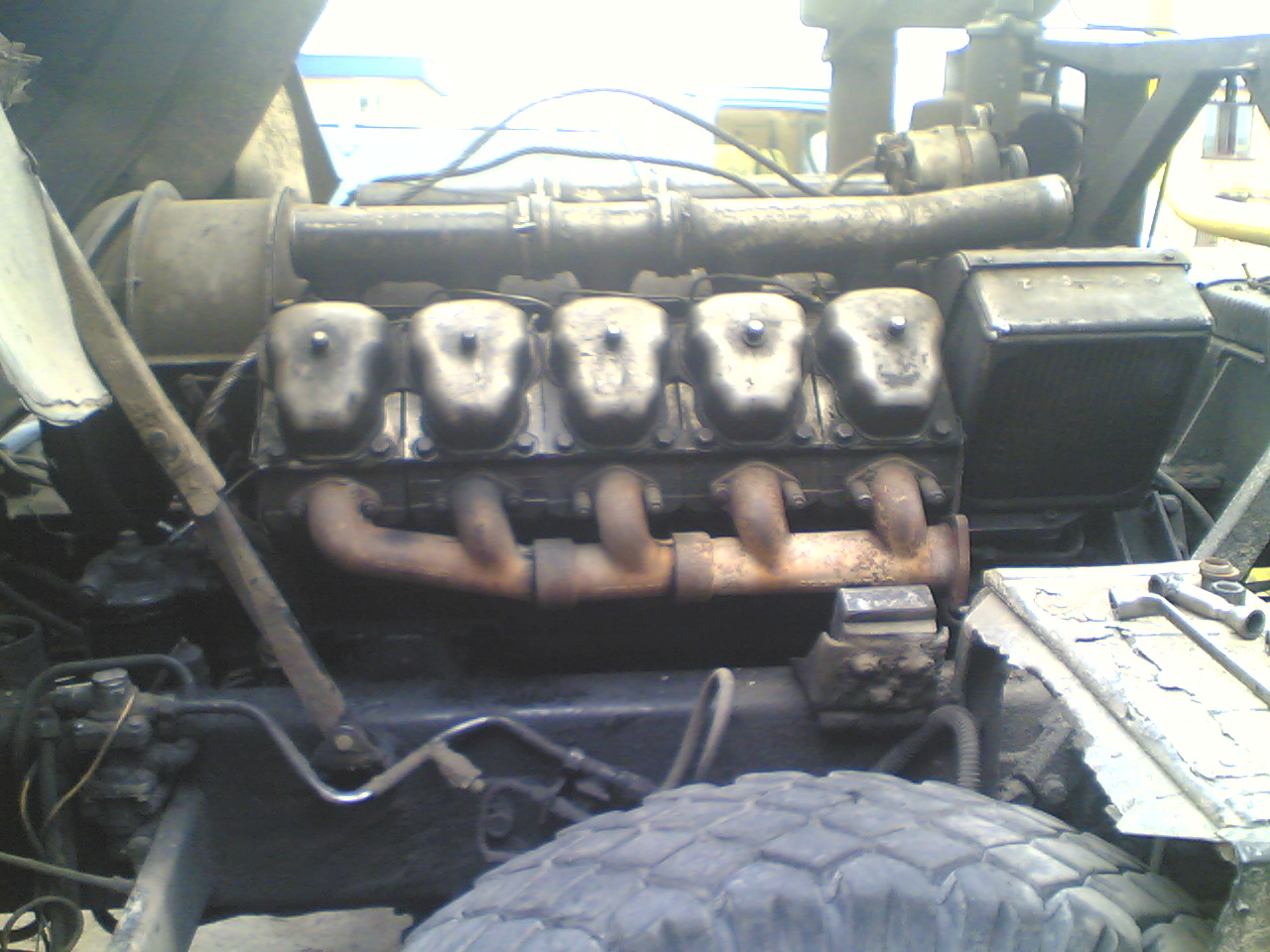
Motore Tatra

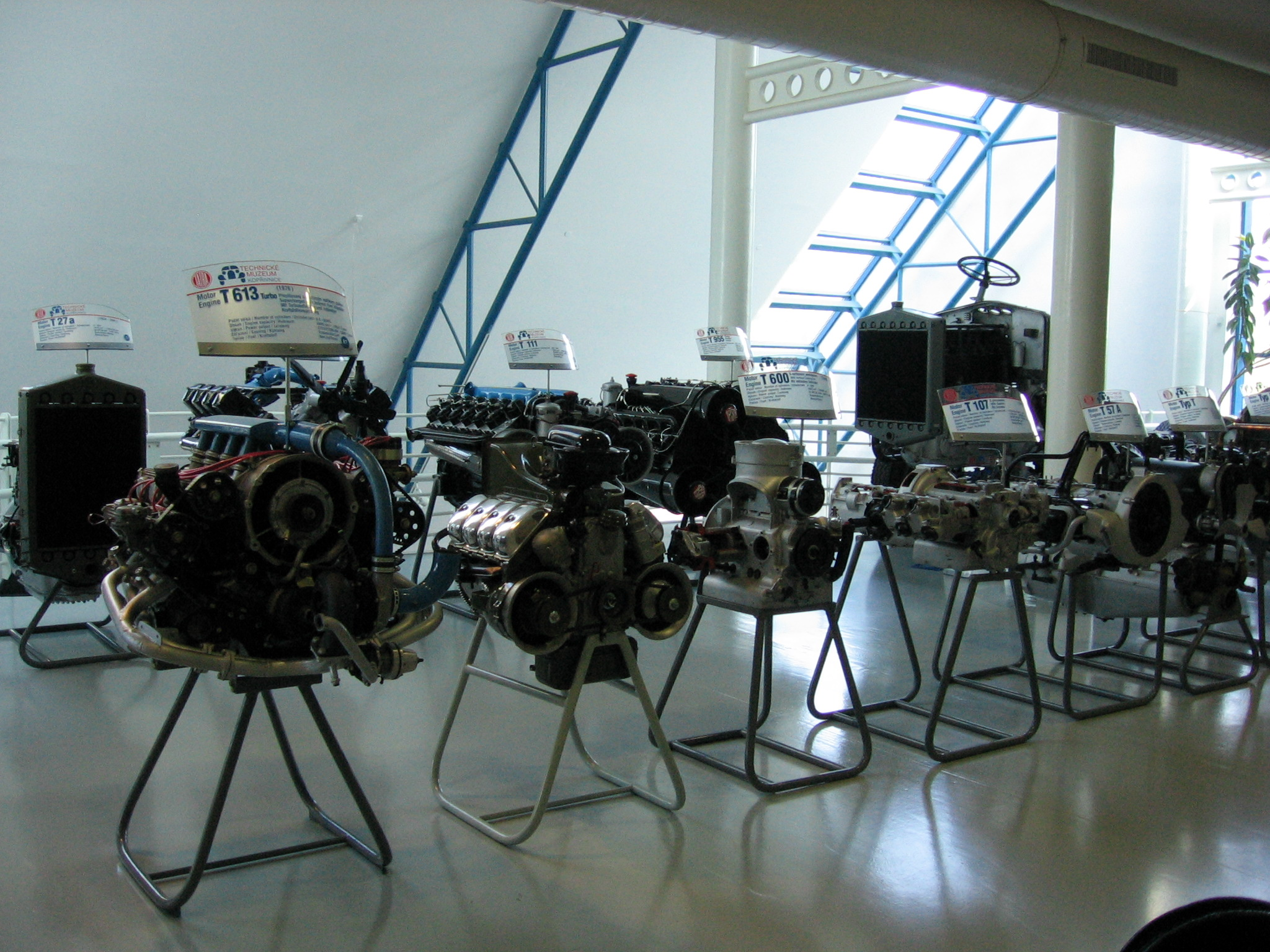
Motori Tatra

- 6 cilindri in linea, 8,850 litri, potenza 257 kW/2100RPM, coppia massima 1550Nm/1400RPM, Turbo-diesel ad iniezione diretta controllata elettricamente, raffreddamento ad acqua, livello emissioni EURO 3 (modello ISLe+ 350)
- 8 cilindri a V, 12,7 litri, potenza 300 kW/1800RPM, coppia massima 1830Nm/ 1200RPM, Turbo-diesel ad iniezione diretta, raffreddamento ad aria, livello emissioni EURO 2 (modello T3C-928-70)
- 8 cilindri a V, 12,7 litri, potenza 270 kW/1800RPM, coppia massima 1850Nm/ 1000RPM, Turbo-diesel ad iniezione diretta, raffreddamento ad aria, livello emissioni EURO 3 (modello T3C-928-81)
- 8 cilindri a V, 12,7 litri, potenza 300 kW/1800RPM, coppia massima 2100Nm/ 1000RPM, Turbo-diesel ad iniezione diretta, raffreddamento ad aria, livello emissioni EURO 3 (modello T3C-928-90)

### Trasmissione
- automatica: 6 marce avanti ed 1 per retromarcia (modello Allison MD 3200 SP)
- semiautomatica: 14 marce avanti e 2 per retromarcia (modello 14 TS 210L)
- semiautomatica: 10 marce avanti e 2 per retromarcia (modello 10 TS 180)

### Assale anteriore
Con trazione, con sterzo, sospensioni ad half-axles, differenziale autobloccante. Molle ad aria ed ammortizzatori telescopici regolabili. Riduzione mozzo ruote.

### Assale posteriore
Con trazione, sospensioni ad half-axles, differenziale autobloccante. Molle ad aria ed ammortizzatori telescopici regolabili. Riduzione mozzo ruote. Barre oscillanti.

### Sterzo
Disponibile con guida a destra/sinistra, azionamento manuale, servosterzo integrale.

### Freni
Freni a tamburo, assistiti pneumaticamente, tipo cuneo auto-regolabile, unità di frenata, ABS. Quattro sistemi di frenata indipendenti: di servizio, di emergenza, di parcheggio e freno motore Jacobs.

### Ruote
Singoli pneumatici tattici su ogni semiasse. CTIS controllato automaticamente. Pneumatici 14.00 R20 Pieni (senza camera d'aria). Dischi 20 -10.00 V

### Cabina
TATRA militare, profilo basso, completamente in acciaio. La cabina possiede agganci che consentono la trasportabilità aerea del veicolo in velivolo C-130. Controlli posti avanti, cabina ribaltabile manualmente/elettricamente da pompa idraulica. Due porte. Sedili con cinture di sicurezza, tombino di uscita situato sul tetto. Scompartimento per fucili, visori solari, unità HVAC, opzione di riscaldamento autonomo. Predisposto per aggiunta di armatura.

### Peso (differente per i vari modelli)
Dai 10.500 kg ai 18.850 kg

### Altezza da terra
Altezza da terra 380 mm. L'altezza da terra può essere temporaneamente diminuita/aumentata per facilitare il trasporto del mezzo.

### Prestazioni (differenti per i vari modelli)
- Velocità massima 110 km/h-115 km/h (il modello T815-77RR89 38 300 8x8.1R 8x8 HIGH MOBILITY HEAVY DUTY CRANE raggiunge una velocità massima di 82 km/h)
- Pendenza superabile 60%-100%
- Profondità acquatica superabile 1.500 mm
- Capacità di attraversamento buche - larghezza trincea 900 mm - 2100 mm
- Passo verticale di salita 500mm-600mm
- temperatura ambientale in cui è possibile operare da -32 °C a +49 °C

## Modelli

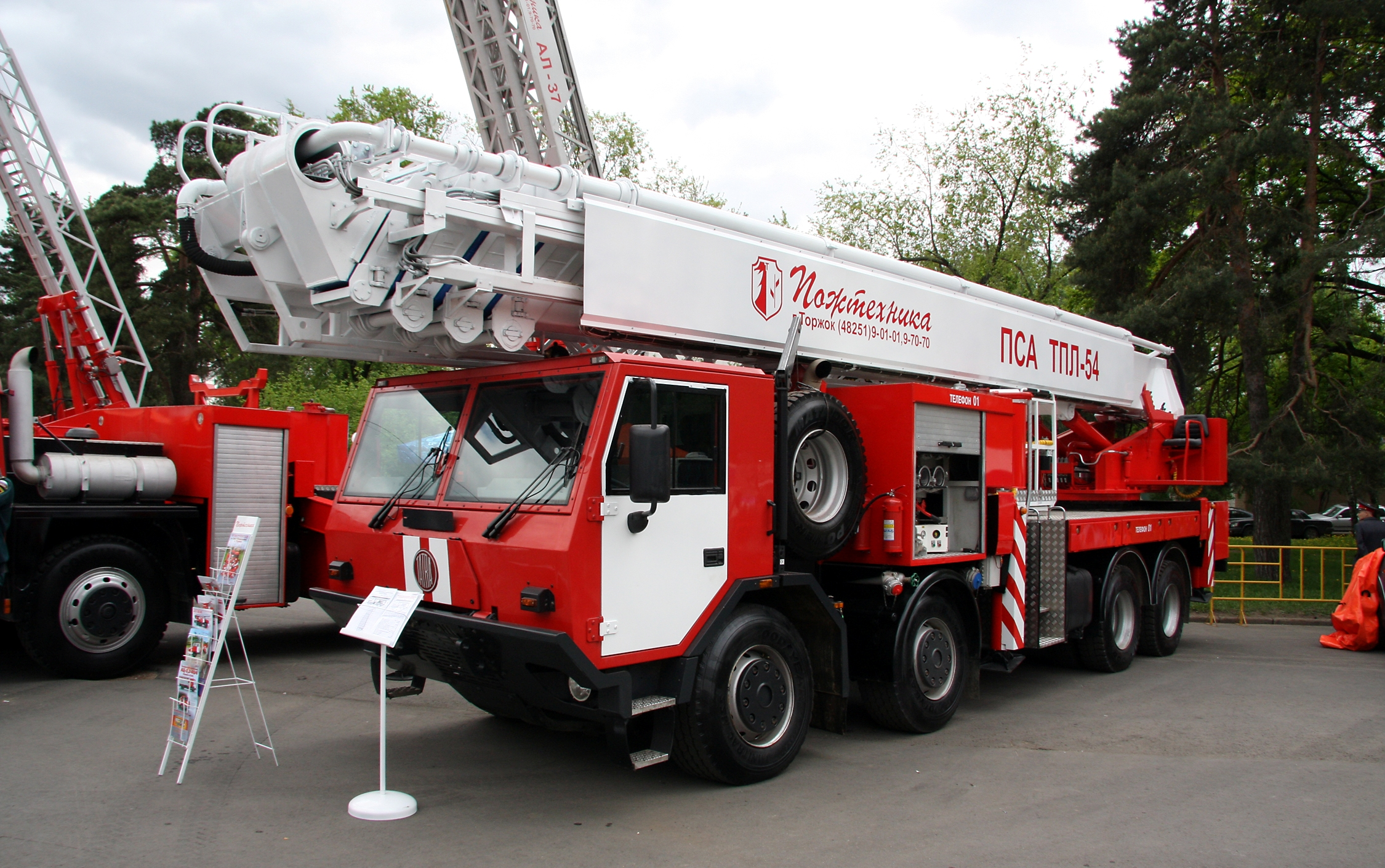
Tatra T815-7 autogrù

Nell'elenco sottostante sono mostrati alcuni tra i principali modelli di TATRA T815-7 (T817).
- T815-7L0R59 19 257 4x4.1R 4x4 HIGH MOBILITY HEAVY DUTY CARGO/TROOP CARRIER
- T815-780R59 19 270 4x4.1R 4x4 HMHD UNIVERSAL CONTAINER CARRIER
- T815-780R59 19 270 4x4.1R 4x4 HIGH MOBILITY HEAVY DUTY FUEL FILLER 5,300 Liters
- T815-7APR59 19 240 4x4.1R 4x4 HIGH MOBILITY HEAVY DUTY CHASSIS
- T815-79PR39 29 300 6x6.1R 6x6 HIGH MOBILITY HEAVY DUTY CHASSIS
- T815-790R39 29 300 6x6.1R 6x6 HMHD UNIVERSAL CONTAINER CARRIER
- T815-790R99 38 300 8x8.1R 8x8 HMHD UNIVERSAL CONTAINER CARRIER
- T815-790R99 38 300 8x8.1R 8x8 HIGH MOBILITY HEAVY DUTY CARGO/TROOP CARRIER
- T815-790R99 38 300 8x8.1R 8x8 HMHD CHASSIS CAB WITH LOAD HANDLING SYSTEM
- T815-790R99 38 300 8x8.1R 8x8 HIGH MOBILITY HEAVY DUTY FUEL TANKER 18,000 Liters
- T815-77RR89 38 300 8x8.1R 8x8 HIGH MOBILITY HEAVY DUTY CRANE

### Codice dei veicoli Tatra
Il nome completo di un veicolo mostra le più essenziali informazioni su di esso. Per esempio T 815 - 231S25 28 325 6 x 6 . 2 R / 34 1:
- T815 = famiglia di camion
- 231S25
  - 2 = famiglia di camion - T 815-2 Cabina sopra il motore TerrNo1 or Armax
  - 3 = tipo di motore - T3D-928.30 raffreddato ad aria
  - 1 = variante veicolo - Euro 5 con guida a sinistra ed ABS
  - S = tipo di veicolo - ribaltabile (Sklápěč)
  - 2 = tipo di cabina e configurazione assali - cabina corta, 6x6 o 4x4
  - 5 = Assali posteriori e sospensione - Sospensione combinato, capacità di carico 11 tonnellate, nessuna riduzione, rapporto al ponte 3,385
- 28 = peso lordo del veicolo (tonnellate)
- 325 = potenza sviluppata dal motore (KW)
- 6x6 = ruote motrici
- 2 = montaggio pneumatici - doppio
- R = hub reduction
- 34 = interasse (mm) - number x 100
- 1 = variante - veicolo di serie